# Frog design

Logo von Frog Design

frog design (ehemals frogdesign) ist ein Unternehmen für Produktdesign, digitale Medien, Software, Branding und Geschäftsstrategie. Es wurde 1969 von Hartmut Esslinger in Altensteig im Schwarzwald als „Esslinger Design“ gegründet und 1982 umbenannt. FROG ist ein Akronym für „Federal Republic Of Germany“.
In den 1980er Jahren bis 1992 wurde das Unternehmen von Thomas Gerlach geführt. 1987 legte Villeroy & Boch die von Frogdesign gestaltete Kollektion „Magnum“ auf. Diese Kollektion bestand aus Fliesen, Waschtischen mit Ablaufhauben, Wand- und Stand-WC-Becken, Urinalen sowie Wand- und Stand-Bidets und wurde in zahlreichen Farben angeboten.
Das Unternehmen hat heute seinen Sitz im kalifornischen Silicon Valley, beschäftigt nach eigenen Angaben weltweit mehr als 1600 Mitarbeiter (Stand: Juli 2012) und unterhält neben San Francisco Studios in Amsterdam, Austin, Bengaluru, Boston, Johannesburg, Kiew, Mailand, München, New York, Seattle, Shanghai und Winnyzja. Die Niederlassung in Taiwan wurde wieder geschlossen. 2010 zog die deutsche Niederlassung von Herrenberg nach München um. Frog design gehörte ab 2006 dem Softwareunternehmen Aricent und seit 2021 zu Capgemini Invent.
Frog design hatte seinen Durchbruch mit der Gestaltung von Fernsehern des Unternehmens Wega. Weitere Produkte waren frühe Apple-Computer wie der Apple IIc und verschiedene Modelle der Macintosh-Serie sowie der Nadeldrucker ImageWriter. Esslinger entwarf ferner die NeXT Workstations und Uhren des Unternehmens Junghans. Frog design hat außerdem die grafische Benutzeroberfläche der Geschäftssoftware des Softwareunternehmens SAP (ab Version 4.6) neu gestaltet. Bis Herbst 2013  hat die Firma frog fast 100 Erzeugnisse gestaltet.

## Galerie

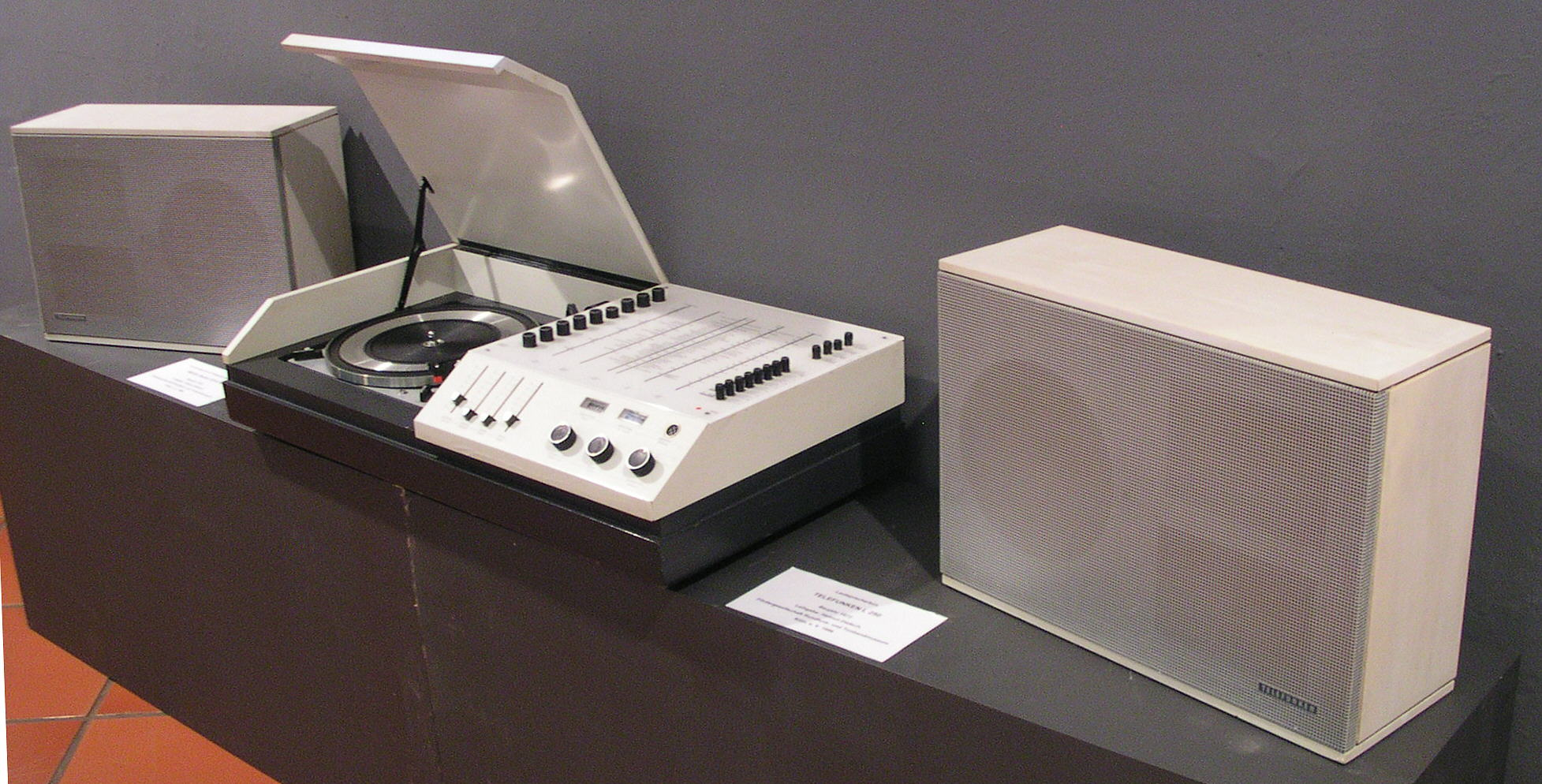
WEGA Studio 3214 Hifi (circa 1972)
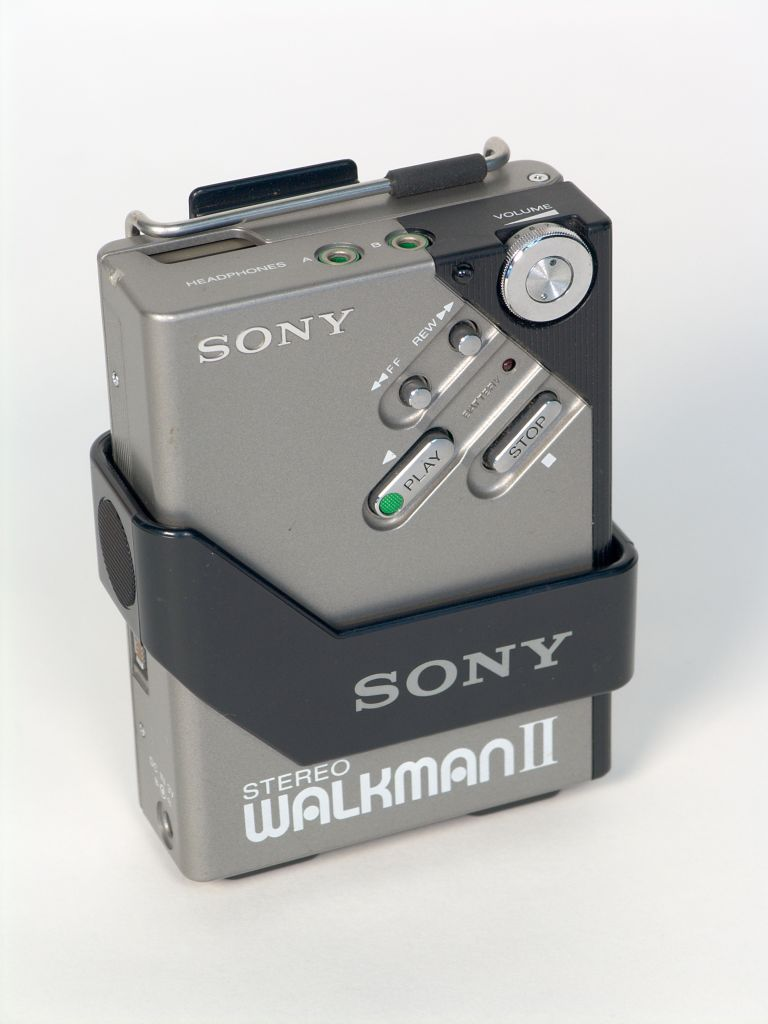
Sony Walkman WM-2 (circa 1981)
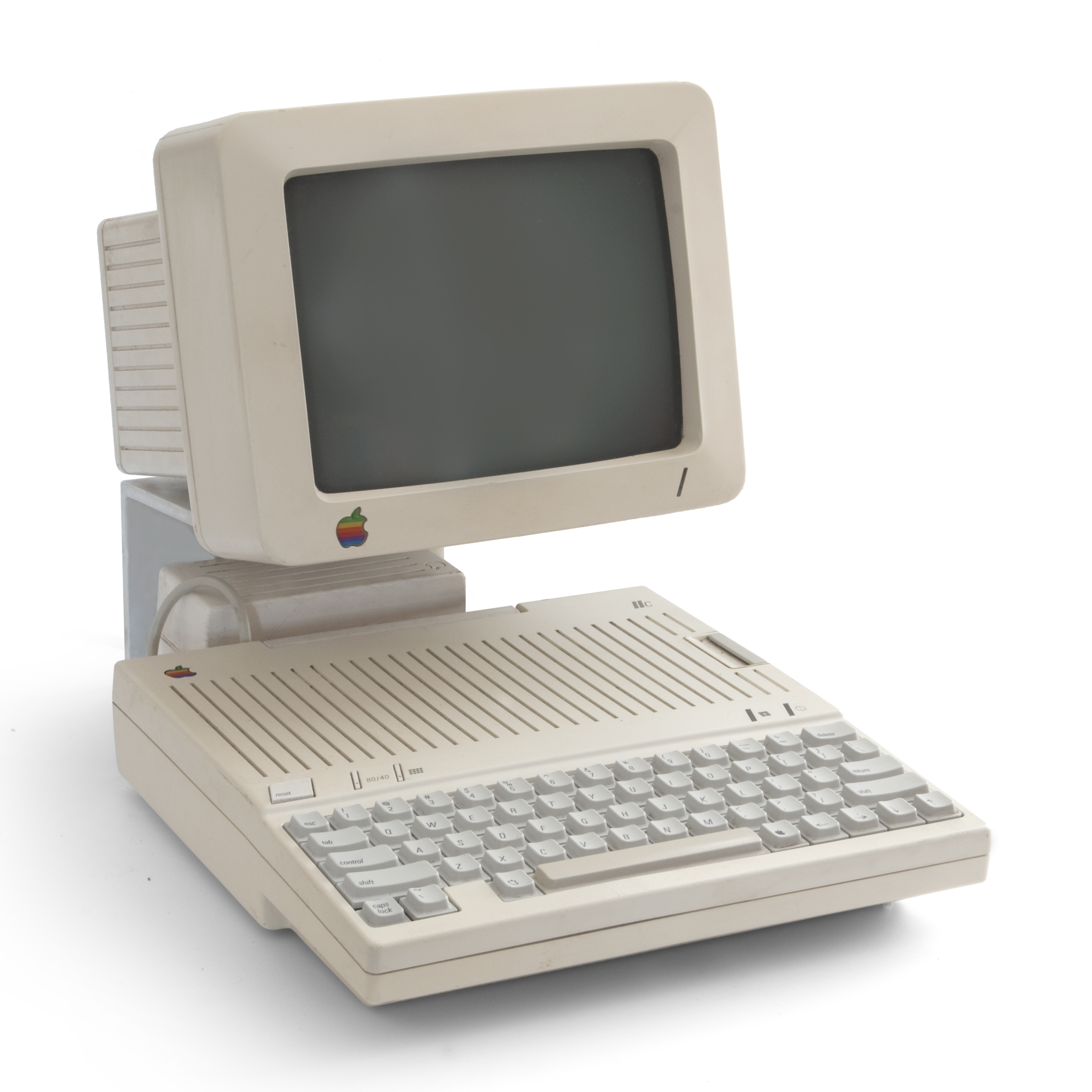
Apple IIc (circa 1984)
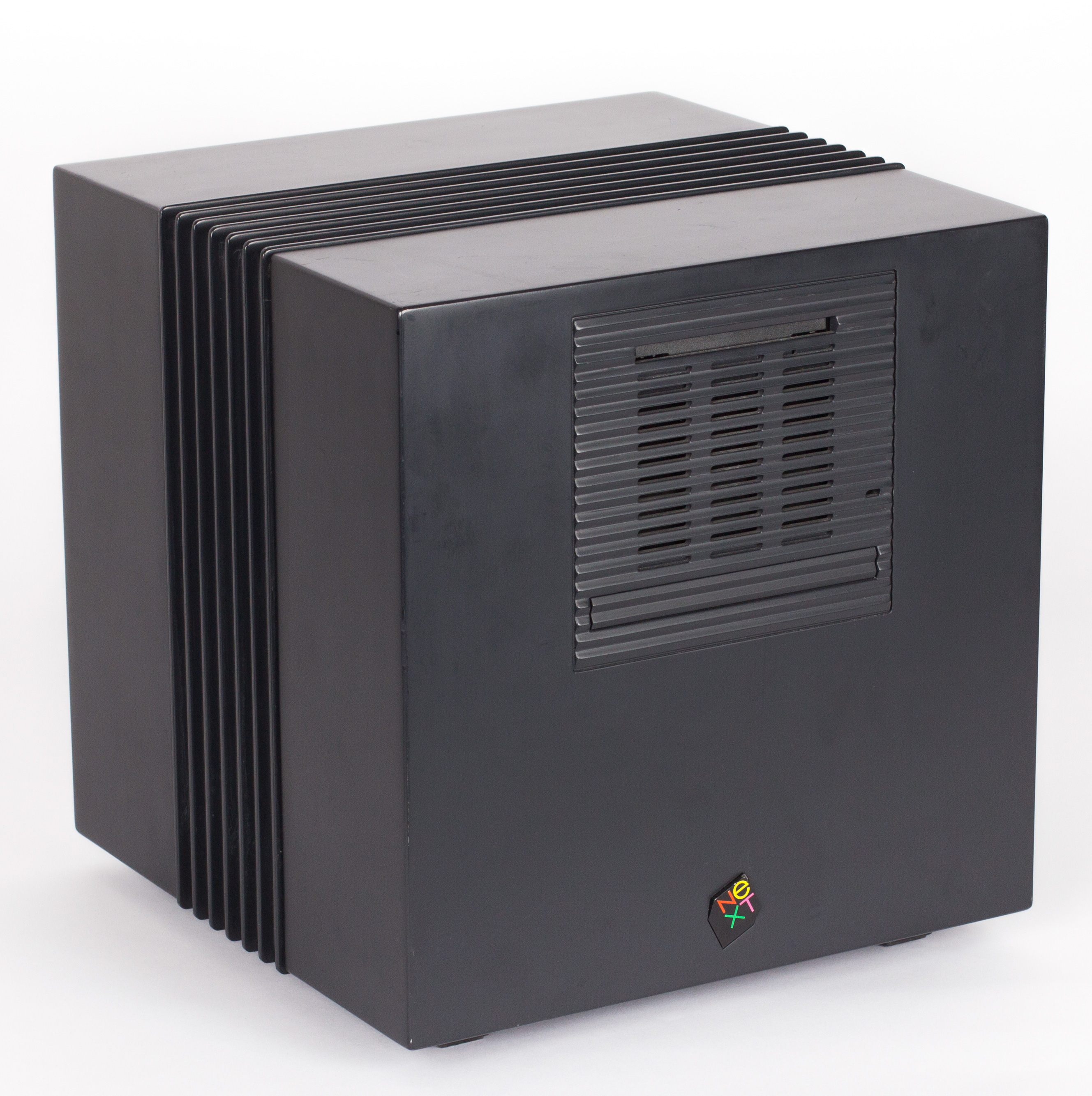
NeXTcube (circa 1990)
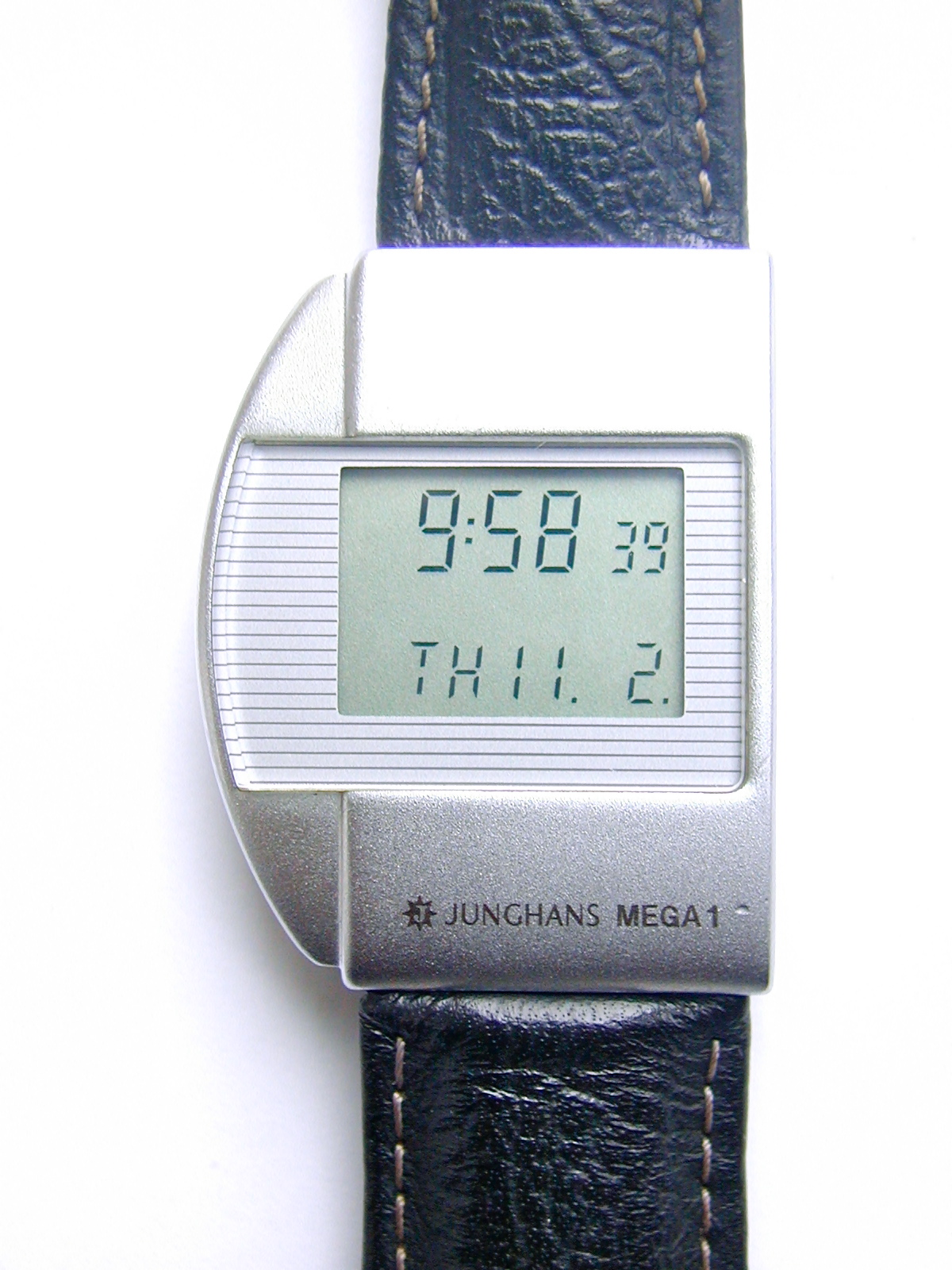
Junghans Mega 1, die erste digitale Funkarmbanduhr der Welt (1990; die analoge Ausführung Junghans Mega folgte 1991)
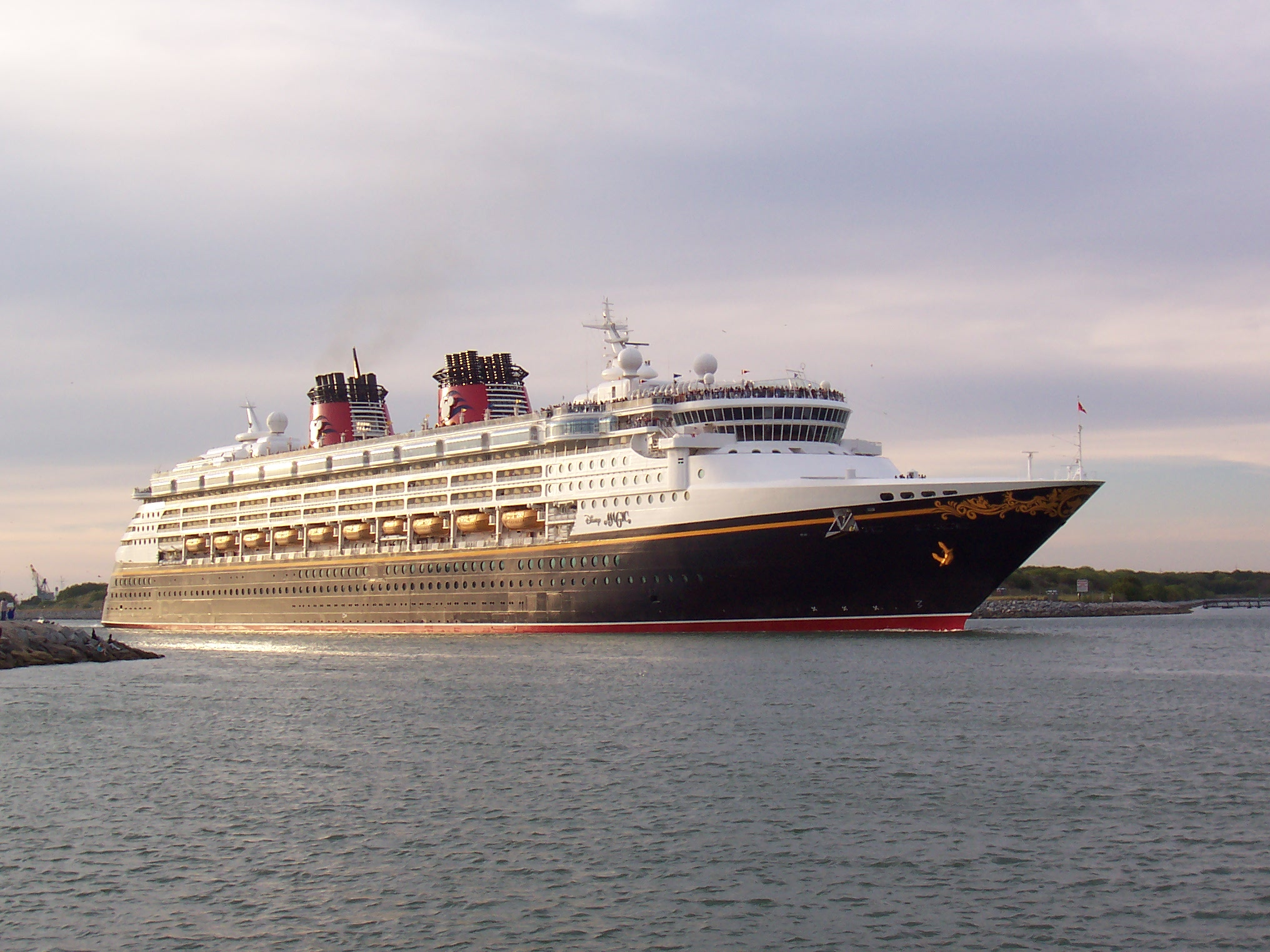
Disney Magic (circa 1998)
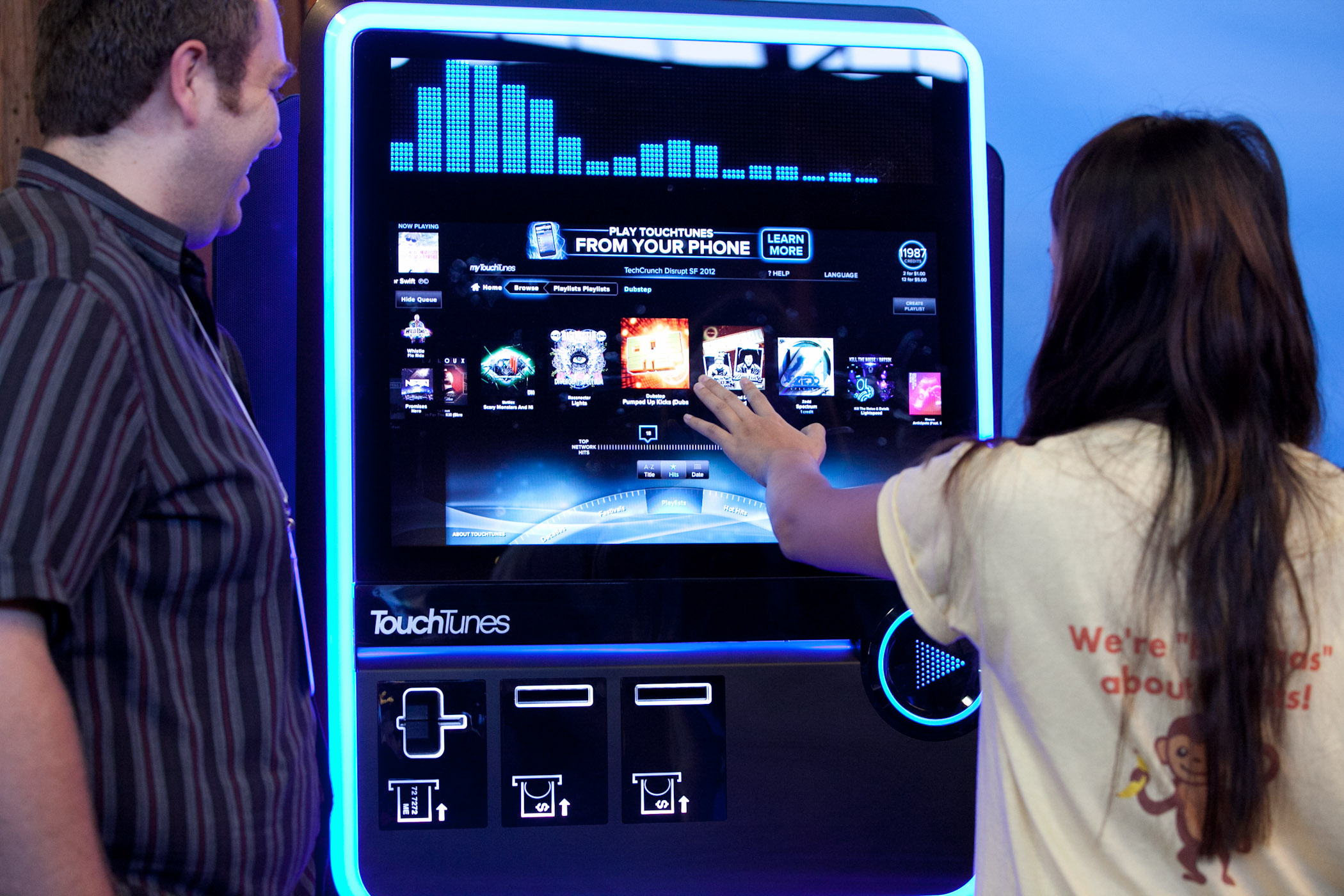
Touchtunes (circa 2010)
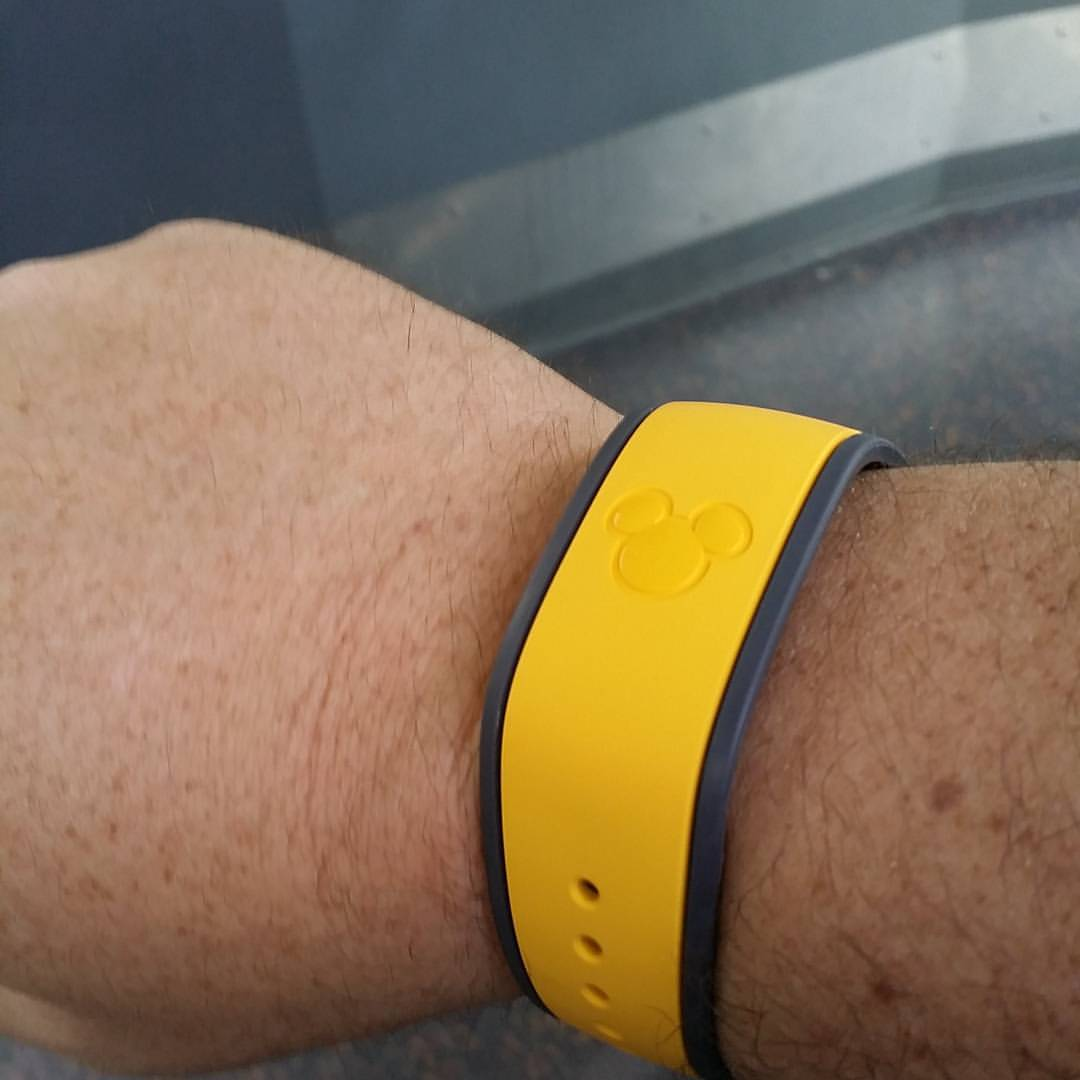
Disney Magicband (circa 2015)